# Gospodarka oparta na usługach
Termin gospodarka oparta na usługach może odnosić się do jednego lub obu zaistniałych wydarzeń gospodarczych:
- zwiększenie znaczenia sektora usług w gospodarkach uprzemysłowionych (aktualna lista firm z listy Fortune 500 zawiera więcej firm usługowych i mniej producentów niż w poprzednich dekadach)
- względne znaczenie usług w ofercie produktów. Gospodarka usługowa w krajach rozwijających się koncentruje się głównie na usługach finansowych, hotelarstwie, handlu detalicznym, zdrowiu, usługach dla ludzi, technologii informacyjnej i edukacji. Produkty mają dziś wyższy komponent usługi niż w poprzednich dekadach. W literaturze dotyczącej zarządzania jest to nazywane serwicyzacją produktów lub systemem usług produktowych. Praktycznie każdy produkt ma dziś komponent serwisowy.

Stara dychotomia między produktem a usługą została zastąpiona kontinuum produktu i usługi. Wiele produktów jest przekształcanych w usługi. Na przykład IBM traktuje swoją działalność jako działalność usługową. Mimo że nadal produkuje komputery, postrzega dobra fizyczne jako niewielką część branży „rozwiązań biznesowych”. Odkryli, że elastyczność cenowa popytu na „rozwiązania biznesowe” jest znacznie mniejsza niż w przypadku sprzętu. Nastąpiła zatem odpowiednia zmiana na model wyceny subskrypcji. Zamiast otrzymywać pojedynczą płatność za wyprodukowany sprzęt, wielu producentów otrzymuje stały strumień przychodów na bieżące kontrakty.
Rachunkowość pełnych kosztów oraz większość reform księgowych i środków reformy monetarnej są zwykle uważane za niemożliwe do osiągnięcia bez dobrego modelu gospodarki usług.
Od lat 50. XX wieku globalna gospodarka przeszła strukturalną transformację. Wobec tej zmiany amerykański ekonomista Victor R. Fuchs wystosował nazwę „gospodarka usługowa”, a miało to miejsce w 1968 roku. Uważa on, że Stany Zjednoczone przejęły wiodącą rolę w wejściu do gospodarki usługowej i społeczeństwa w krajach zachodnich. Deklaracja zapowiedziała nadejście gospodarki usługowej, która rozpoczęła się w Stanach Zjednoczonych w skali globalnej. Wraz z szybkim rozwojem rewolucji informacyjnej i technologii, gospodarka usługowa pokazała również nowe trendy rozwoju.

## Skutki środowiskowe gospodarki usługowej
Jest to zjawisko zauważalne, zwłaszcza w zielonej ekonomii i bardziej szczegółowych teoriach (takich jak naturalny kapitalizm), jako mające następujące korzyści:
- znacznie łatwiejsza integracja z rozliczaniem usług natury,
- Znacznie łatwiejsza integracja z usługami państwowymi w ramach globalizacji, np. kontrola mięsa jest usługą, która zakłada cenę produktu, ale może się znacznie różnić w zależności od jurysdykcji, wraz z kilkoma poważnymi skutkami,
- Stowarzyszenie ruchów towarowych na rynkach towarowych z towarem ujemnym (reprezentujące emisje lub inne zanieczyszczenia, utrata różnorodności biologicznej, ryzyko bezpieczeństwa biologicznego), aby żaden towar nie mógł być przedmiotem obrotu bez przyjęcia odpowiedzialności za szkody wyrządzone przez jego wydobycie, przetwarzanie, wysyłkę, handel i sprzedaż,
- Łatwiejsza integracja z ekologią miejską i modelowaniem ekologii przemysłowej,
- Ułatwianie odniesienia się do Ekonomii Doświadczeń w zakresie rzeczywistych decyzji i dotyczących jakości życia podejmowanych przez ludzi na podstawie założeń dotyczących usług i lepszej integracji ekonomii z teorią marketingu o wartości marki, np. produkty są nabywane dla ich założonej niezawodności w pewnym znanym procesie. Zakłada to, że doświadczenie użytkownika z marką (co oznacza usługę, jakiej oczekują) jest znacznie ważniejsze niż jej cechy techniczne.

Zarządzanie kategoriami produktów, zarządzanie produktem lub odbiór produktu to wyrażenia odnoszące się do określonego wymogu lub środka, w których usługa usuwania odpadów jest włączona do łańcucha dystrybucji produktu przemysłowego i jest opłacana w momencie zakupu. Oznacza to, że płacisz za bezpieczną i właściwą utylizację, gdy płacisz za produkt, i polegasz na tych, którzy go sprzedali, aby się go pozbyć. Ci, którzy to popierają, zajmują się późniejszymi fazami cyklu życia produktu i kompleksowym wynikiem całego procesu produkcyjnego. Jest to uważane za warunek wstępny ścisłej interpretacji ekonomiki usług (fikcyjnych, krajowych, prawnych) relacji „towarowych” i „produktowych”.
Jest często stosowany do farb, opon i innych towarów, które stają się odpadami toksycznymi, jeśli nie zostaną odpowiednio usunięte. Jest to znane jako system zwrotu depozytu pobierany za butelkę depozytową. Jeden uiszcza opłatę za zakup butelki, oddzielnie od opłaty za zakup tego, co zawiera. Jeśli ktoś zwróci butelkę, opłata zostanie zwrócona, a dostawca musi zwrócić butelkę do ponownego użycia lub recyklingu. Jeśli nie, ktoś uiścił opłatę i przypuszczalnie może zapłacić za składowanie odpadów lub środki kontroli śmieci. Ponieważ ta sama opłata może zostać pobrana przez każdego, kto znajdzie i zwróci butelkę, ludzie często je zbierają i zwracają, aby uzyskać niewielki dochód. Jest to dość powszechne na przykład wśród osób bezdomnych w amerykańskich miastach. Wymagania prawne różnią się: sama butelka może być uważana za własność nabywcy zawartości lub nabywca może być zobowiązany do zwrotu butelki do jakiejś składnicy, aby mogła zostać poddana recyklingowi lub ponownie użyta.
W niektórych krajach, takich jak Niemcy, prawo wymaga zwrócenia uwagi na całościowy wynik wydobycia, produkcji, dystrybucji, użytkowania i marnotrawstwa produktu, i utrzymuje tych, którzy czerpią korzyści z tych prawnie odpowiedzialnych za wszelkie skutki występujące po drodze. Jest to również trend zaobserwowany w Wielkiej Brytanii, jak i dużej części Unii Europejskiej. W Stanach Zjednoczonych istniało wiele pozwów zbiorowych, które w rzeczywistości są odpowiedzialne za zarządzanie produktem – utrzymywanie firm odpowiedzialnych za rzeczy, których produkt nigdy nie reklamował.
Zamiast pozwolić, aby odpowiedzialność za te problemy została podjęta przez sektor publiczny lub przypadkowo przypisać firmom jedną kwestię w drodze procesów sądowych, wiele wysiłków związanych z reformą rachunkowości koncentruje się na osiągnięciu pełnej rachunkowości kosztów. Jest to finansowe odzwierciedlenie całościowego wyniku – odnotowywanie zysków i strat dla wszystkich zaangażowanych stron, nie tylko tych, które inwestują lub kupują. Takie posunięcia uczyniły zakup moralny bardziej atrakcyjnym, ponieważ unika się odpowiedzialności i przyszłych procesów sądowych.
Agencja Ochrony Środowiska Stanów Zjednoczonych zaleca zarządzanie produktem, aby „zmniejszyć wpływ produktów na środowisko w całym cyklu życia”. Ideał zarządzania produktem, zarządzany przez EPA w 2004 r., „Wykorzystuje wspólną pomysłowość i odpowiedzialność przedsiębiorstw, konsumentów, rządów i innych”, stwierdza EPA na własnej stronie internetowej.

## Rola gospodarki usług w rozwoju
Usługi stanowią ponad 50% PKB w krajach o niskich dochodach, a ponieważ ich gospodarki nadal się rozwijają, znaczenie usług w gospodarce wciąż rośnie. Gospodarka usługowa ma również kluczowe znaczenie dla wzrostu, na przykład stanowiła 47% wzrostu gospodarczego w Afryce Subsaharyjskiej w latach 2000–2005 (przemysł przyczynił się do 37%, a rolnictwo do 16% w tym samym okresie). Oznacza to, że niedawny wzrost gospodarczy w Afryce opiera się w takim samym stopniu na usługach, jak na zasobach naturalnych lub tekstyliach, pomimo wielu krajów korzystających z preferencji handlowych w zakresie towarów pierwotnych i wtórnych. W rezultacie zatrudnienie dostosowuje się również do zmian, a ludzie opuszczają sektor rolny aby znaleźć pracę w gospodarce usługowej.
To tworzenie miejsc pracy jest szczególnie przydatne ponieważ często zapewnia zatrudnienie pracownikom o niskich kwalifikacjach w sektorze turystyki i handlu detalicznego w ten sposób przynosząc korzyści zwłaszcza ubogim i reprezentując ogólny wzrost netto zatrudnienia. Gospodarka usługowa w krajach rozwijających się składa się najczęściej z następujących elementów:
- usługi finansowe,
- turystyka,
- dystrybucja,
- zdrowie,
- edukacja.

Potencjał eksportowy wielu z tych produktów jest już dobrze zrozumiany np. w turystyce, usługach finansowych i transporcie, pojawiają się jednak nowe możliwości w innych sektorach, takich jak sektor zdrowia. Można tu wymienić:
- Indyjskie firmy, które świadczą usługi skanowania dla amerykańskich szpitali,
- RPA rozwijająca rynek pakietów chirurgicznych i turystycznych,
- Indie, Filipiny, RPA i Mauritius, które doświadczyły szybkiego wzrostu usług IT, takich jak centra obsługi telefonicznej, funkcje back-office i rozwój oprogramowania.

## Serwicyzacja
Trend serwicyzacji jest bardzo widoczny, gdy spojrzymy na wzrost udziałów usług w Stanach Zjednoczonych i europejskim PKB, odnosząc się do 20 lat wstecz. Usługi stają się nieodłącznym elementem produktu, ponieważ dostawca oferuje je wraz z rdzeniem w celu poprawy wydajności (IBM, 2010). Jakie są jednak kluczowe czynniki kształtujące model biznesowy firmy? Baines, Lightfoot i Kay (2006) wymieniają trzy główne zestawy czynników, które motywują firmy do rozwoju w sektorach usług: finansowych, strategicznych i marketingowych.

### Czynniki finansowe
Czynniki finansowe znajdują odzwierciedlenie w lepszych marżach zysku i stabilnych dochodach, które pochodzą z serwicyzacji. W warunkach rosnącej konkurencji cenowej pomiędzy ofertami produktów firmy mogą korzystać z usług w celu odzyskania utraconych potencjalnych dochodów. Dział Transportu GE, choć napotkał 60% spadek liczby lokomotyw sprzedawanych w latach 1999–2002 nie okazał się katastrofalny dzięki przychodom z usług, które potroiły się z 500 mln USD do 1,5 mld USD w latach 1996–2002. Według raportu AMR Research (1999), chociaż stanowią one tylko 24% przychodów, firmy uzyskują ponad 45% zysków brutto z usług posprzedażnych. Pokazuje również, że GM zarobił w 2001 r. więcej zysków z 9 mld USD przychodów po sprzedaży niż ze 150 mld USD przychodów ze sprzedaży samochodów. Co więcej, serwicyzacja wyrównuje sezonowość produktu i zwiększa cykle życia złożonych produktów, czego przykłady można zobaczyć w przemyśle lotniczym, gdzie firmy przestają skupiać się na dostarczaniu czystych produktów, ale zaczynają wprowadzać konserwację i inne działania na rynku wtórnym.

### Czynniki strategiczne
Czynniki strategiczne koncentrują się głównie na zdobywaniu i zabezpieczaniu przewagi konkurencyjnej przez firmę. Aby firma mogła osiągnąć trwałą przewagę konkurencyjną, jej zasoby powinny być cenne, rzadkie, trudne do naśladowania i zorganizowane. Serwicyzacja może nie być ostateczną i jedyną gwarancją osiągnięcia tego dla firmy. Okazuje się jednak, że jest cenny ponieważ jest dostarczany przez wielu dostawców i ułatwia korzystanie z produktu przez klienta. Rzadko i trudno go naśladować, ponieważ niezbyt wiele firm ma możliwości świadczenia usług na rzecz klienta, a sam producent ma doskonałą wiedzę i doświadczenie w funkcjonowaniu produktu. Co więcej usługi są mniej widoczne i wymagają więcej pracy, dlatego trudniej jest je naśladować. Ostatnim, ale nie mniej ważnym rynkowym utowarowieniem jest obniżanie cen zmuszając firmy do ciągłego wprowadzania innowacji. Dodawanie usług do produktu jednak zwiększa jego wartość dla klienta, czyniąc go bardziej wartościowym i postrzeganym jako dostosowany ponieważ świadczenie usług może odbywać się w bardziej indywidualny sposób, odpowiadając na potrzeby klienta zdecydowanie bardziej doraźnie.

### Marketingisprzedaż
Ponieważ usługi są świadczone długoterminowo, a nie jednorazowo, oferują więcej czasu na zbudowanie relacji z klientami i umożliwienie dostawcy stworzenia marki. Co więcej, umożliwia to zespołowi sprzedaży wpływanie na decyzje zakupowe dając im możliwość sprzedaży dodatkowego rozszerzenia produktu lub innych uzupełniających się części produktu. Rosnące zapotrzebowanie na usługi w branży B2B (business to business) pochodzi od klienta, a jego potrzeba nie uniwersalnych, ale dostosowanych do indywidualnych potrzeb rozwiązań, a to wymaga zrozumienia jego zakresu pracy. Ten rodzaj pracy wymaga czasu i spotkań obu stron, podczas których rozwija się zaufanie i zrozumienie, co dalej prowadzi do lojalności. Wreszcie nie mniej ważna jest ścisła współpraca z klientami i posiadanie opinii z innej perspektywy, co zapewnia dostawcy cenne informacje na temat branży, umożliwiające mu wprowadzanie innowacji dzięki podejściu bardziej ukierunkowanemu na klienta.